# Landeszentrale für politische Bildung Hamburg
Die Landeszentrale für politische Bildung Hamburg ist die zentrale Dienstleistungs- und Service-Einrichtung für die politische Bildung in der Hansestadt.

Flagge der Hansestadt Hamburg

Infoladen der Landeszentrale für politische Bildung in Hamburg im Dammtorwall 1

## Geschichte
Die Landeszentrale für politische Bildung entstand im Jahr 1974 aus dem 1956 in Hamburg gegründeten Kuratorium für staatsbürgerliche Bildung.
Als Amt in der Senatskanzlei geschaffen, wurde sie 2002 der Behörde für Bildung und Sport und im Jahr 2011 der Hamburger Behörde für Schule und Berufsbildung zugeordnet.
Zunächst oblag die Leitung der Landeszentrale dem Publizisten Walter Tormin. Im Jahr 1976 wurde der Soziologe Helmut Bilstein Leiter der Einrichtung. Zwei Jahre später, 1978, trat die Volkswirtin Wiltrud Rehlen die Nachfolge von Helmut Bilstein an. Von 1985 bis 2003 leitete die Soziologin Helga Kutz-Bauer die Landeszentrale für politische Bildung. Seit 2003 ist die in Marburg promovierte Historikerin Sabine Bamberger-Stemmann Leiterin der Institution.

## Tätigkeitsbereich
Aufgabe der Landeszentrale ist es, politische Bildung auf überparteilicher Grundlage zu fördern. Die Überparteilichkeit der Arbeit sichert ein pluralistisch zusammengesetzter Beirat.
Die Landeszentrale für politische Bildung Hamburg bietet Informationen, Beratung sowie Unterstützung in Fragen der politischen Bildung. Sie gibt Publikationen heraus, führt Veranstaltungen, Seminare und Projekte durch. Angebote der politischen Bildung fördert die Landeszentrale durch finanzielle Zuwendungen.
Inhaltlich ist die Landeszentrale für politische Bildung dem Beutelsbacher Konsens verpflichtet.

## Publikationsangebot

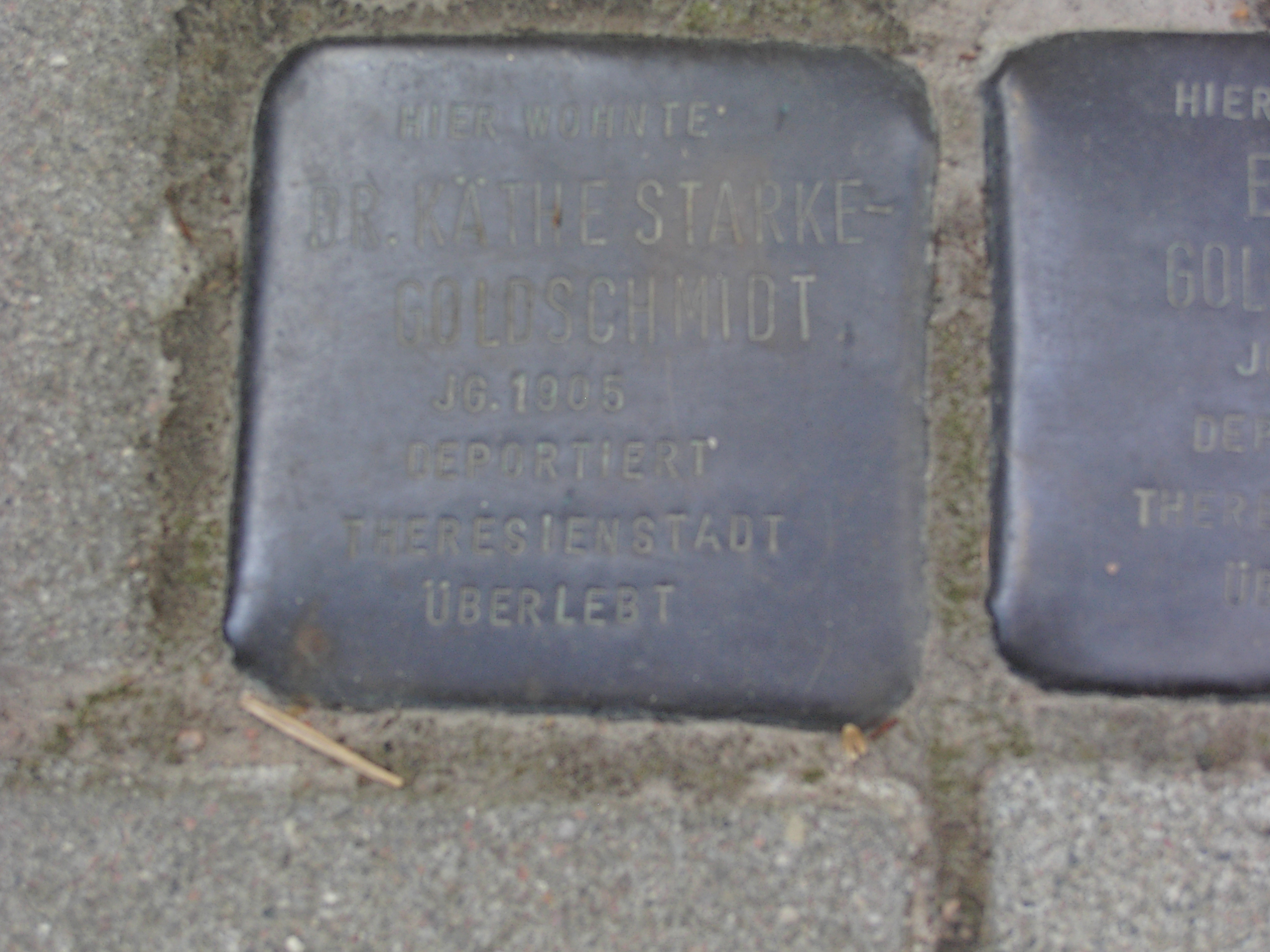
Stolperstein für Käthe Starke-Goldschmidt

Die Landeszentrale unterhält seit 2004 einen eigenen Informationsladen. In diesem werden Publikationen zur politischen Bildung angeboten. Veröffentlichungen und Informationen zu zeitgeschichtlichen beziehungsweise politischen Themen stehen Interessierten zur Verfügung.
Gegen eine Bereitstellungspauschale von 15 € pro Kalenderjahr können bis zu 5 Bücher aus einem zusätzlichen Publikationsangebot bezogen werden. Viele Publikationen sind kostenlos erhältlich.
Gemeinsam mit dem Institut für die Geschichte der deutschen Juden gibt die Landeszentrale für politische Bildung beispielsweise die Publikationsreihe „Stolpersteine in Hamburg. Biographische Spurensuche“ heraus. Die innerhalb der Reihe veröffentlichten Broschüren informieren über die Biographien der Menschen, an welche die Erinnerung dadurch bewahrt wird, dass ein Stolperstein ihren Namen nennt.